# Yrjönsaari (ö i Norra Savolax)
Yrjönsaari är en ö i Finland. Den ligger i sjön Isojärvi och i kommunen Keitele i den ekonomiska regionen  Övre Savolax ekonomiska region  och landskapet Norra Savolax, i den centrala delen av landet, 300 km norr om huvudstaden Helsingfors. Öns area är 1,6 hektar och dess största längd är 240 meter i sydöst-nordvästlig riktning.